# Mariusz Kazana
Mariusz Kazana (5 de agosto de 1960 — 10 de abril de 2010) foi um diplomata e político polaco.
Foi uma das vítimas do acidente do Tu-154 da Força Aérea Polonesa.